# Liste der Kulturdenkmäler in Stockem
In der Liste der Kulturdenkmäler in Stockem sind alle Kulturdenkmäler der rheinland-pfälzischen Ortsgemeinde Stockem aufgeführt. Grundlage ist die Denkmalliste des Landes Rheinland-Pfalz (Stand: 27. Juni 2022).

## Einzeldenkmäler
| Bezeichnung                           | Lage                              | Baujahr                           | Beschreibung | Bild                           |
| ------------------------------------- | --------------------------------- | --------------------------------- | --- | ------------------------------ |
| Katholische Filialkirche St. Hubertus | Hauptstraße Lage                  | 12. Jahrhundert                   | Chorturm aus der zweiten Hälfte des 13. Jahrhunderts, Schiff eventuell aus dem 12. Jahrhundert, spätgotischer Umbau zu Einstützenraum im 15. Jahrhundert; mit Ausstattung; an der Turmsüdseite Schaftkreuz, bezeichnet [17]68; in der Kalkstein-Umfassungsmauer drei Grabkreuzfragmente, 17. und 18. Jahrhundert, in der Außenseite Nischenbekörung sowie Kreuzrelief, bezeichnet 1746 | weitere Bilder Fotos hochladen |
| Kapelle                               | Hauptstraße, zu Nr. 2 Lage        | 1912                              | Kapelle über einem griechischen Kreuz, 1912 | BW                             |
| Quereinhaus                           | Hauptstraße 5 Lage                | erste Hälfte des 19. Jahrhunderts | Quereinhaus, erste Hälfte des 19. Jahrhunderts | BW                             |
| Stationskapelle                       | Hauptstraße, gegenüber Nr. 6 Lage | um 1900                           | sandsteingegliederter Kalksteinquaderbau, um 1900 | BW                             |
| Wegekreuz                             | Wettlinger Straße, bei Nr. 4 Lage | 1643                              | Schaftkreuz, bezeichnet 1643 | BW                             |
| Portal                                | Wettlinger Straße, an Nr. 8 Lage  | 1812                              | Oberlichtportal, bezeichnet 1812 | BW                             |